# HD 52265
HD 52265 — звезда, которая находится в созвездии Единорог на расстоянии около 91 светового года от нас. Вокруг звезды обращается, как минимум, две планеты.

## Характеристики
HD 52265 представляет собой жёлтый карлик 6,3 видимой звёздной величины, и не видна невооружённым глазом; впервые в астрономической литературе упоминается в каталоге Генри Дрейпера, изданном в начале XX века. Она имеет массу и радиус, равные 1,22 и 1,321 солнечных соответственно. Температура поверхности звезды достигает 6019 кельвинов. Возраст звезды составляет около 3 миллиардов лет.

## Планетная система
Первая планета в системе, HD 52265 b, была открыта астрономами из проекта по поиску экзопланет Лик-Карнеги (California and Carnegie Planet Search) в 2000 году. Это газовый гигант, по массе сравнимый с Юпитером, который обращается на расстоянии 0,5 а.е. от родительской звезды. Год на планете длится 119 суток.
Открытие второй планеты, HD 52265 c, произошло в 2013 году. Её орбита лежит ближе к звезде — на расстоянии 0,316 а.е., а масса составляет 35% массы Юпитера. Полный оборот вокруг звезды она совершает почти за 60 суток. Ниже представлена сводная таблица характеристик обеих планет.